# Hamilkar (Thermae)
Hamilkar (Punisk: 𐤇𐤌𐤋𐤊, ḤMLK) var en general, der overtog kommandoen af de karthagernes styrker under den Første Puniske Krig. Han besejrede Roms allierede ved Slaget ved Thermae i 259 f.Kr. og dræbte 4.000–6.000, som følge af et overraskelseangreb og god brug af militær efterretninger. Han erobrede derefter byerne Enna og Camarina. Han blev besejret ved Slaget ved Tyndaris i 257 f.Kr., hvor han mistede 18 skibe og kun formåede at sænke 9 romerske skibe. Han formåede ikke at forhindre den romerske landgang i Afrika, idet han blev besejret i forbindelse med Slaget ved Kap Ecnomus i 256 f.Kr., som var et af de største søslag i antikken. Efter den romerske invasion af Afrika blev Hamilkar tilbagekaldt af Karthago fra Sicilien. Han blev besejret af Marcus Atilius Regulus ved Slaget ved Adys i 255 f.Kr.